# ويليام هاريس
ويليام هاريس (بالإنجليزية: William Harris)‏ (25 سبتمبر 1890 بغلاسكو في المملكة المتحدة - ) هو لاعب كرة قدم بريطاني (وحمل سابقاً جنسية المملكة المتحدة لبريطانيا العظمى وأيرلندا) في مركز الظهير. لعب مع توتنهام هوتسبير وBenburb F.C. ‏ وRutherglen Glencairn F.C. ‏.